# Тарнорудська сільська рада
Тарнору́дська сільська́ ра́да — адміністративно-територіальна одиниця та орган місцевого самоврядування в Волочиському районі Хмельницької області. Адміністративний центр — село Тарноруда.

## Загальні відомості
Тарнорудська сільська рада утворена в 1990 році.
- Територія ради: 21,401 км²
- Населення ради: 665 осіб (станом на 2001 рік)
- Територією ради протікає Збруч

## Населені пункти
Сільській раді підпорядковані населені пункти:
- с. Тарноруда

### Колишні населені пункти
- с. Дзержинське, зняте з обліку 2009 року

## Склад ради
Рада складається з 12 депутатів та голови.
- Голова ради: Возний Петро Анатолійович
- Секретар ради: Швець Марія Йосипівна

### Керівний склад попередніх скликань
| Прізвище, ім'я, по батькові | Основні відомості                                                 | Дата обрання | Дата звільнення |
| --------------------------- | ----------------------------------------------------------------- | ------------ | --------------- |
| Камінський Франц Францович  | Сільський голова, 1963 року народження, безпартійний              | 26.03.2006   | 31.10.2010      |
| Возний Петро Анатолійович   | Сільський голова, 1959 року народження, освіта вища, безпартійний | 31.10.2010   |                 |

Примітка: таблиця складена за даними сайту Верховної Ради України

### Депутати
За результатами місцевих виборів 2010 року депутатами ради стали:

#### За суб'єктами висування
| Суб'єкт висування | Кількість обраних депутатів | %   |
| ----------------- | --------------------------- | --- |
| Самовисування     | 12                          | 100 |

#### За округами
| № округу | Прізвище, ім'я, по батькові   | Дата визнання обраним | Освіта             | Партійна приналежність                        | Відомості про обраного депутата       |
| -------- | ----------------------------- | --------------------- | ------------------ | --------------------------------------------- | ------------------------------------- |
| 1        | Клименко Галина Богданівна    | 04.11.2010            | вища               | позапартійна                                  | Дитсадок «Малятко», завідувачка       |
| 2        | Олянін Станіслав Францович    | 04.11.2010            | середня            | позапартійний                                 | Рибдільниця, бригадир                 |
| 3        | Ладишкін Анатолій Леонідович  | 04.11.2010            | незакінчена вища   | позапартійний                                 | ТОВ «Обрій-Плюс», інженер             |
| 4        | Літвінчук Анатолій Андрійович | 04.11.2010            | середня            | позапартійний                                 | ТОВ «Обрій-Плюс», шофер               |
| 5        | Магдюк Олена Дмитрівна        | 04.11.2010            | середня спеціальна | позапартійна                                  | ТОВ «Обрій-Плюс», економіст           |
| 6        | Камінська Марія Францівна     | 04.11.2010            | вища               | член Всеукраїнського об'єднання «Батьківщина» | ТОВ «Обрій-Плюс», головний бухгалтер  |
| 7        | Фурман Валентина Євгенівна    | 04.11.2010            | середня            | позапартійна                                  | пенсіонер                             |
| 8        | Міль Олександр Олександрович  | 04.11.2010            | середня            | позапартійний                                 | ТОВ «Обрій-Плюс», бригадир            |
| 9        | Дола Лариса Анатоліївна       | 04.11.2010            | середня            | позапартійна                                  | Магазин «Продукти», продавець         |
| 10       | Швець Марія Йосипівна         | 04.11.2010            | середня спеціальна | позапартійна                                  | Тарнорудська сільська рада, секретар  |
| 11       | Семенюк Марія Йосипівна       | 04.11.2010            | середня спеціальна | позапартійна                                  | Тарнорудська сільська рада, бухгалтер |
| 12       | Кух Юзефа Станіславівна       | 04.11.2010            | середня            | позапартійна                                  | Магазин, продавець                    |